# Alabardieri e anziani
Alabardieri e anziani è un dipinto a tempera su tela (68x42 cm) di Vittore Carpaccio, databile al 1490-1493 circa e conservato nella Galleria degli Uffizi a Firenze. L'opera fu acquistata dal museo fiorentino nel 1882 per 11500 lire. In precedenza faceva parte della collezione privata di Isabella Bianciardi Pini. 

## Storia e descrizione
Il dipinto è un frammento di un'opera più grande, un telero, forse una Crocifissione o un Supplizio dei diecimila martiri, che l'artista, come di consueto, aveva ambientato in una scena quotidiana, con personaggi contemporanei. Nell'opera si vede un gruppo di alabardieri variamente disposti, quasi a semicerchio, attorno a due anziani, tutti riccamente abbigliati. Un soldato sta seduto su un'asse, che probabilmente era la base di una croce in preparazione: quella di Gesù o di uno dei Diecimila Martiri, appunto. Un vessillo riporta la scritta SPQR, che conferma una delle due possibili attribuzioni. Sullo sfondo si vede un paesaggio bucolico, dove pascolano alcune pecorelle. 
Stilisticamente l'opera è messa in relazione con opere quali il Martirio dei pellegrini e funerali di sant'Orsola, del quale segue la possibile datazione. Esiste un disegno alla Christ Church Library di Oxford in cui si trova forse uno studio per queste figure; altri vedono nel disegno con il Martirio dei Diecimila nella collezione Von Hirsch a Basilea la possibile derivazione del frammento.